# Шаховской, Василий Александрович
Князь Василий Александрович Шаховской (1833—1897) — русский государственный деятель, тайный советник.
действительный статский советник.

## Биография
Происходил из второй ветви старшей линии древнего рода Шаховских. Родился в 1833 году; его родители: Александр Васильевич Шаховской (1801—1836) и Александра Александровна, урождённая Шеншина.
Окончив Императорский Московский университет, вступил в службу 1 июня 1856 года. 
Был уездным предводителем дворянства Ростовского уезда Ярославской губернии (1866—1868). В 1872 году пожалован в звание камергера. В 1884—1896 годах был ярославским губернским предводителем дворянства. С 1895 года — гофмейстер; с 6 декабря 1895 года — в чине тайного советника. 
В 1896 году причислен к министерству внутренних дел: почётный мировой судья Ростовского уезда.
Участвовал в Ахал-текинской экспедиции генерала М. Д. Скобелева. Умер в 1897 году.
Был женат на Софье Викторовне Андреевской (ум. 14.04.1911).

## Награды
Был награждён российскими и иностранными орденами, а также медалями
российские
- Орден Святой Анны 1-й степени
- Орден Святого Станислава 1-й степени
- Орден Святого Владимира 3-й степени
- Орден Святого Владимира 4-й степени с мечами

иностранные
- Португальский орден Христа
- Португальский Командорский орден со звездой
- Персидский орден Льва и Солнца со звездой
- Румынский орден Звезды, командор
- Сербский орден Такова
- Черногорский орден Князя Даниила I
- Румынский железный крест

медали
- Серебряная и тёмно-бронзовая медаль в память войны (1877-1878)
- Черногорская серебряная медаль